# Segunda División A 1989/90
De Segunda División A 1989/90 was het 59ste seizoen van het tweede niveau van het Spaans voetbalkampioenschap.   Het ging van start op 3 september 1989 en eindigde op 27 mei 1990.

## Eindklassement
|     | Club                 | WG | W  | G  | V  | DV | DT | P  |                                                       |
| --- | -------------------- | -- | -- | -- | -- | -- | -- | -- | ----------------------------------------------------- |
| 1º  | Real Burgos CF       | 38 | 18 | 14 | 6  | 53 | 24 | 50 | Promotie naar de Primera División                     |
| 2ª  | Real Betis           | 38 | 16 | 15 | 7  | 44 | 29 | 47 | Promotie naar de Primera División                     |
| 3º  | Bilbao Athletic      | 38 | 15 | 15 | 8  | 50 | 36 | 45 | Filiaal, kan niet naar de Primera División promoveren |
| 4º  | Deportivo La Coruña  | 38 | 19 | 6  | 13 | 45 | 38 | 44 | Eindronde, zonder promotie naar de Primera División   |
| 5º  | RCD Espanyol         | 38 | 15 | 12 | 11 | 50 | 33 | 42 | Eindronde, met promotie naar de Primera División      |
| 6º  | UD Las Palmas        | 38 | 15 | 10 | 13 | 42 | 37 | 40 |                                                       |
| 7º  | CE Sabadell          | 38 | 13 | 14 | 11 | 41 | 39 | 40 |                                                       |
| 8º  | Palamós CF           | 38 | 13 | 14 | 11 | 29 | 39 | 40 |                                                       |
| 9º  | Real Murcia          | 38 | 13 | 12 | 13 | 38 | 39 | 38 |                                                       |
| 10º | Xerez CD             | 38 | 11 | 16 | 11 | 26 | 31 | 38 |                                                       |
| 11º | Sestao Sport Club    | 38 | 13 | 10 | 15 | 33 | 32 | 36 |                                                       |
| 12º | UE Figueres          | 38 | 12 | 12 | 14 | 37 | 47 | 36 |                                                       |
| 13º | UD Salamanca         | 38 | 14 | 8  | 16 | 35 | 33 | 36 |                                                       |
| 14º | Elche CF             | 38 | 12 | 12 | 14 | 39 | 41 | 36 |                                                       |
| 15º | Levante UD           | 38 | 9  | 18 | 11 | 34 | 43 | 36 |                                                       |
| 16º | SD Eibar             | 38 | 11 | 12 | 15 | 35 | 42 | 34 |                                                       |
| 17º | Racing Santander     | 38 | 11 | 11 | 16 | 32 | 36 | 33 | Degradatie naar de Segunda División B                 |
| 18º | Real Madrid Castilla | 38 | 11 | 9  | 18 | 36 | 44 | 31 | Degradatie naar de Segunda División B                 |
| 19º | Recreativo Huelva    | 38 | 12 | 5  | 21 | 39 | 57 | 29 | Degradatie naar de Segunda División B                 |
| 20º | Atlético Madrid B    | 38 | 8  | 13 | 17 | 33 | 52 | 29 | Degradatie naar de Segunda División B                 |

## Play-offs
De uitkomst van de play-offs kon maximaal leiden tot twee extra stijgers naar het hoogste niveau van het Spaans voetbal.  In een eerste duel nam de zeventiende uit de hoogste reeks het op tegen de vijfde uit de tweede reeks en in een tweede duel nam de achttiende uit de hoogste reeks het op tegen de vierde uit de tweede reeks. Een duel bestond uit één ronde met heen- en terugwedstrijd. De vijfde van de tweede reeks was gekwalificeerd omdat de derde plaats ingenomen werd door een filiaal.

### Heenwedstrijden
- CD Tenerife - Deportivo La Coruña 0-0
- RCD Espanyol - CD Málaga 1-0

### Terugwedstrijden
- Deportivo La Coruña - CD Tenerife 0 - 1
- CD Málaga -RCD Espanyol 1 - 0  (5-6 penalties)

## Topscorers
22 goals
- Pepe Mel (Real Betis)

16 goals
- Manuel Jesús González Peña (Real Burgos CF)

15 goals
- Daniel Aquino (Real Murcia)

1929 · 1929/30 · 1930/31 · 1931/32 · 1932/33 · 1933/34 · 1934/35 · 1935/36 · 1936/37 · 1937/38 · 1938/39 · 1939/40 · 1940/41 · 1941/42 · 1942/43 · 1943/44 · 1944/45 · 1945/46 · 1946/47 · 1947/48 · 1948/49 · 1949/50 · 1950/51 · 1951/52 · 1952/53 · 1953/54 · 1954/55 · 1955/56 · 1956/57 · 1957/58 · 1958/59 · 1959/60 · 1960/61 · 1961/62 · 1962/63 · 1963/64 · 1964/65 · 1965/66 · 1966/67 · 1967/68 · 1968/69 · 1969/70 · 1970/71 · 1971/72 · 1972/73 · 1973/74 · 1974/75 · 1975/76 · 1976/77 · 1977/78 · 1978/79 · 1979/80 · 1980/81 · 1981/82 · 1982/83 · 1983/84 · 1984/85 · 1985/86 · 1986/87 · 1987/88 · 1988/89 · 1989/90 · 1990/91 · 1991/92 · 1992/93 · 1993/94 · 1994/95 · 1995/96 · 1996/97 · 1997/98 · 1998/99 · 1999/00 · 2000/01 · 2001/02 · 2002/03 · 2003/04 · 2004/05 · 2005/06 · 2006/07 · 2007/08 · 2008/09 · 2009/10 · 2010/11 · 2011/12 · 2012/13 · 2013/14 · 2014/15 · 2015/16 · 2016/17 · 2017/18 · 2018/19 · 2019/20 · 2020/21 · 2021/22 · 2022/23 · 2023/24 · 2024/25